# Élections régionales de 2005 en Vénétie
Les élections régionales de 2005 en Vénétie (en italien : Elezioni regionali del 2005 in Veneto) ont eu lieu le 3 avril 2005 afin d'élire le président et les conseillers de la VIIIe législature du conseil régional de Vénétie pour un mandat de cinq ans.

## Système électoral

Région de Vénétie.

La Vénétie est une région italienne à statut simple. 
Le conseil régional ainsi que son président sont élus simultanément pour cinq ans au suffrage universel direct. Les 47 conseillers sont élus au scrutin proportionnel plurinominal avec listes ouvertes, panachage, vote préférentiel et seuil électoral de 3 %, tandis que le président est élu au scrutin uninominal majoritaire à un tour. Ce dernier se présente obligatoirement en tant que candidat d'une liste en lice pour le conseil régional, ce qui interdit de fait les candidatures sans étiquettes.
La liste du président élu reçoit d'emblée une prime majoritaire de 11 sièges lui assurant la majorité absolue. Les sièges sont ensuite repartis à la proportionnelle aux différentes listes ayant franchi le seuil électoral, et à leurs candidats en fonction des votes préférentiels qu'ils ont recueillis. Le seuil de 3 % n'est pas pris en compte pour les listes se présentant au sein d'une coalition ayant elle-même franchie un seuil relevé à 5 %. Par ailleurs, le candidat arrivé en deuxième place de l'élection pour la présidence devient de droit membre du conseil, ce qui porte le total de conseillers à 60.

### Modalités
L'électeur vote sur un même bulletin pour un candidat à la présidence et pour la liste d'un parti. Il a la possibilité d'exprimer ce vote de plusieurs façons.
- Soit voter uniquement pour une liste, auquel cas son vote s'ajoute également à ceux pour le candidat à la présidence soutenu par la liste. Il a également la possibilité d'exprimer un vote préférentiel pour deux candidats de son choix sur la liste en écrivant leurs noms. Il ne doit dans ce cas pas écrire les noms de deux candidats de même sexe, ni un seul nom.

- Soit ne voter que pour un candidat à la présidence, auquel cas son vote n'est pas étendu à sa liste.

- Soit préciser son vote pour un candidat et son vote pour une liste. Contrairement à plusieurs autres régions italiennes, l'électeur peut effectuer un panachage en choisissant un candidat à la présidence et une liste ne faisant pas partie de celles soutenant le candidat choisi[1].

### Répartition des sièges
| Provinces                                      | Sièges | +/-           |  |
| Belluno                                        | 2      | en stagnation |  |
| Padoue                                         | 8      | 3             |  |
| Rovigo                                         | 2      | en stagnation |  |
| Trévise                                        | 7      | 3             |  |
| Venise                                         | 13     | 1             |  |
| Vérone                                         | 8      | en stagnation |  |
| Vicence                                        | 7      | 1             |  |
| Candidats à la présidence et prime majoritaire | 13     | 6             |  |
| Total                                          | 60     | en stagnation |  |

## Résultats
|                           |                           |            |            |                      |                                                    |                          |           |         |         |               |               |       |  |
| Présidence                | Présidence                | Présidence | Présidence | Présidence           | Conseil                                            | Conseil                  | Conseil   | Conseil | Conseil | Conseil       | Conseil       | Total |  |
| Candidats                 | Candidats                 | Votes      | %          | Élus                 | Partis                                             | Partis                   | Votes     | %       | +/-     | Sièges        | +/-           | Total |  |
|                           | Giancarlo Galan (FI)      | 1 359 879  | 50,58      | 12                   |                                                    | Forza Italia (FI)        | 523 896   | 22,71   | 7,67    | 12            | 5             |       |  |
|                           | Giancarlo Galan (FI)      | 1 359 879  | 50,58      | 12                   | Ligue du Nord (LN)                                 | 337 896                  | 14,65     | 2,68    | 7       | 1             |               |       |  |
|                           | Giancarlo Galan (FI)      | 1 359 879  | 50,58      | 12                   | Alliance nationale (AN)                            | 186 396                  | 8,08      | 1,74    | 4       | 1             |               |       |  |
|                           | Giancarlo Galan (FI)      | 1 359 879  | 50,58      | 12                   | Union des démocrates chrétiens et centristes (UdC) | 147 953                  | 6,41      | 0,42    | 3       | en stagnation |               |       |  |
|                           | Giancarlo Galan (FI)      | 1 359 879  | 50,58      | 12                   | Liste commune NPSI-PLI-VV                          | 32 851                   | 1,42      | 0,71    | 1       | 1             |               |       |  |
| Total Maison des libertés | Total Maison des libertés | 1 359 879  | 50,58      | 12                   | 1 228 992                                          | 53,28                    | 7,05      | 27      | 4       | 39            |               |       |  |
|                           | Massimo Carraro (DS)      | 1 138 631  | 42,35      | 1                    |                                                    | L’Olivier (DS-DL-SDI)    | 560 629   | 24,30   | 2,94    | 13            | 5             |       |  |
|                           | Massimo Carraro (DS)      | 1 138 631  | 42,35      | 1                    | Pour la Vénétie                                    | 107 333                  | 4,65      | Nv.     | 2       | 2             |               |       |  |
|                           | Massimo Carraro (DS)      | 1 138 631  | 42,35      | 1                    | Parti de la refondation communiste (PRC)           | 80 424                   | 3,49      | 0,51    | 1       | 1             |               |       |  |
|                           | Massimo Carraro (DS)      | 1 138 631  | 42,35      | 1                    | Fédération des Verts (FdV)                         | 69 191                   | 3,00      | 0,67    | 1       | en stagnation |               |       |  |
|                           | Massimo Carraro (DS)      | 1 138 631  | 42,35      | 1                    | Parti des communistes italiens (PdCI)              | 35 067                   | 1,52      | 0,50    | 1       | en stagnation |               |       |  |
|                           | Massimo Carraro (DS)      | 1 138 631  | 42,35      | 1                    | Italie des valeurs (IdV)                           | 29 607                   | 1,28      | Nv.     | —       | en stagnation |               |       |  |
|                           | Massimo Carraro (DS)      | 1 138 631  | 42,35      | 1                    | Liga Fronte Veneto                                 | 27 524                   | 1,19      | Nv.     | —       | en stagnation |               |       |  |
|                           | Massimo Carraro (DS)      | 1 138 631  | 42,35      | 1                    | Liste des consommateurs (LC)                       | 15 658                   | 0,68      | Nv.     | —       | en stagnation |               |       |  |
|                           | Massimo Carraro (DS)      | 1 138 631  | 42,35      | 1                    | Union des démocrates pour l'Europe (UDEUR)         | 6 265                    | 0,27      | Nv.     | —       | en stagnation |               |       |  |
| Total L'Union             | Total L'Union             | 1 138 631  | 42,35      | 1                    | 931 698                                            | 40,39                    | 6,82      | 18      | 4       | 19            |               |       |  |
|                           | Giogio Panto              | 161 642    | 6,01       | —                    |                                                    | Projet Nord-Est (PNE)    | 125 690   | 5,45    | Nv.     | 2             | 2             | 2     |  |
|                           | Roberto Bussinello        | 28 565     | 1,06       | —                    |                                                    | Alternative sociale (AS) | 20 434    | 0,89    | Nv.     | 0             | en stagnation | 0     |  |
|                           |                           |            |            |                      |                                                    |                          |           |         |         |               |               |       |  |
| Votes valides             | Votes valides             | 2 688 717  | 94,85      |                      | Votes valides                                      | Votes valides            | 2 306 814 | 81,38   |         |               |               |       |  |
| Votes blancs et nuls      | Votes blancs et nuls      | 145 921    | 5,15       | Votes blancs et nuls | Votes blancs et nuls                               | 527 824                  | 18,62     |         |         |               |               |       |  |
| Total candidats           | Total candidats           | 2 834 638  | 100        | 13                   | Total partis                                       | Total partis             | 2 834 638 | 100     | -       | 47            | 6             | 60    |  |
| Abstentions               | Abstentions               | 1 078 757  | 27,57      |                      |                                                    |                          |           |         |         |               |               |       |  |
| Inscrits/Participation    | Inscrits/Participation    | 3 913 395  | 72,43      |                      |                                                    |                          |           |         |         |               |               |       |  |